# Bernhard van Septimanië
Bernhard van Septimanië (795 - 14 februari 844) was een zoon van Willem van Gellone (Willem met de Hoorn) en van Guibourg van Witberg, en daardoor ook een verre verwant van Lodewijk de Vrome.
Hij was graaf van Barcelona, van Toulouse en van de Spaanse Mark en werd een rechtstreekse raadgever van Lodewijk de Vrome. 
Lodewijk de Vrome begunstigde hem met Barcelona in 820. Wegens zijn steun aan Pepijn II van Aquitanië, zou Karel de Kale hem in 844 laten ombrengen.
In 824 trouwde Bernhard in Aken met Dhuoda (800-843), een dochter uit een belangrijke Austrasische familie. Hij werd vader van:
- Willem (826-849)
- Bernard Plantevelue (830-886), vader van Willem I van Aquitanië

In 826/827 viel emir Abd ar-Rahman II van Córdoba Barcelona aan. Hoewel het hof van Lodewijk een leger, onder leiding van Hugo van Tours en Matfried van Orléans, stuurde om de graaf van Barcelona bij te staan, moest deze de aanval zelf weten af te slaan omdat de legeraanvoerders te lang talmden hem te hulp te komen. Zij werden daarvoor door Lodewijk de Vrome bestraft. Bernhard werd een naaste raadgever van de keizer en vooral van zijn vrouw Judith. Daarmee kreeg hij een sleutelrol in de strijd tussen enerzijds de oudere zoons van Lodewijk -vooral Lotharius- tegenover Judith en haar zoontje Karel anderzijds.
In 829 werd in Worms besloten aan Karel, die toen slechts zeven jaar oud was, een deel van het rijk toe te kennen. Bernhard werd benoemd als kamerling. De tegenpartij, met leidsman Wala van Corbie, reageerde met een grootscheepse lastercampagne tegen Bernhard en Judith. Zij werd beschuldigd van overspel, hekserij en zelfs van plannen de keizer te vermoorden.
In 830 kwamen de andere zoons Lotharius I, Lodewijk de Duitser en Pepijn van Aquitanië in opstand om hun vader 'te bevrijden' van de slechte vrouw aan zijn zijde. Er ontstond een burgeroorlog met wisselende partijen. Zo wist Bernhard, die zich teruggetrokken had in Barcelona, Pepijn van Aquitanië te overreden tegen Lotharius in opstand te komen. Deze antwoordde onder andere met een beleg van Chalons waar hij Gauzhelm en Gerberga, een broer en een zus van Bernhard, liet ombrengen; de laatste door haar te beschuldigen van hekserij.
Na de dood van Pepijn van Aquitanië werd dit deelrijk aan Karel de Kale gegeven en deze trachtte ook Bernhard -die Pepijns onterfde zoon Pepijn II steunde- voor zich te winnen. Na de slag van 25 juni 841 waarin Lotharius en Pepijn II verslagen werden door Karel en Lodewijk (de Duitser) bewees Bernhard zijn trouw aan Karel door hem zijn zoon Willem als gijzelaar geven. Dhuoda schreef naar aanleiding hiervan haar beroemde Handboek waarin zij de ideale opvoeding van een jonge christelijke edelman beschrijft.
De goede raad van Dhuoda mochten niet veel baten. In 850 trachtte Willem, met steun van de Robertijnen, Barcelona terug in handen te krijgen. Hij werd, net als zijn vader voorheen, daarvoor door Karel terechtgesteld.